# Afrodacarellus lupangaensis
Afrodacarellus lupangaensis är en spindeldjursart som beskrevs av Hurlbutt 1974. Afrodacarellus lupangaensis ingår i släktet Afrodacarellus och familjen Rhodacaridae. Inga underarter finns listade i Catalogue of Life.